# 卡米耶·洛佩
卡米耶·洛佩（法語：Camille Lopez；1989年4月3日—）是一位法國橄欖球運動員，出生于法国西南部城市奥洛龙-圣玛丽。他是法國國家橄欖球隊的一員，代表法國參加了2015年橄欖球六國賽。